# Montan
Montan (em italiano Montagna) é uma comuna italiana da região do Trentino-Alto Ádige, província de Bolzano, com cerca de 1.482 habitantes. Estende-se por uma área de 18 km², tendo uma densidade populacional de 82 hab/km². Faz fronteira com Aldein, Capriana (TN), Neumarkt (BZ), Auer, Salurn, Tramin, Truden.

## Demografia
| Variação demográfica do município entre 1861 e 2011                               |
|                                                                                   |
| Fonte: Istituto Nazionale di Statistica (ISTAT) - Elaboração gráfica da Wikipedia |